# Finland op het Eurovisiesongfestival 2002
Finland nam in 2002 deel aan het Eurovisiesongfestival in Tallinn, Estland. Het was de 37ste deelname van het land op het festival. Het land werd vertegenwoordigd door Laura Voutilainen met het lied "Addicted to You".

## Selectieprocedure
De finale werd gehouden in het Kaleva Centre in Tampere en werd gepresenteerd door Maria Guzenina en Simo Frangén.
Aan deze finale deden 12 artiesten mee.
De winnaar werd aangeduid door televoting.
| Volgorde | Artiest                         | Lied              | Punten | Punten  | Plaats |
| Volgorde | Artiest                         | Lied              | Jury   | Publiek | Plaats |
| -------- | ------------------------------- | ----------------- | ------ | ------- | ------ |
| 1        | Stay                            | Aika              | 30     | 21%     | 2de    |
| 2        | The Closest Thing to Heaven     | Jussi Saxlin      | 0      | –       | 12de   |
| 3        | Who Cares About a Broken Heart  | Johanna           | 23     | 8%      | 5de    |
| 4        | Make the Rain                   | Sheidi            | 16     | 5%      | 6de    |
| 5        | I Don't Wanna Throw It All Away | Geir Rönning      | 28     | 19%     | 3de    |
| 6        | Addicted to You                 | Laura Voutilainen | 46     | 36%     | 1ste   |
| 7        | My Special One                  | Saana             | 4      | –       | 9de    |
| 8        | Goodbye, Hello                  | Marky             | 6      | –       | 7de    |
| 9        | Silenzio                        | Taina Kokkonen    | 1      | –       | 11de   |
| 10       | If I Do                         | Stiina Jean       | 3      | –       | 10de   |
| 11       | Welcome The World               | Susann            | 6      | –       | 7de    |
| 12       | Say You Will, Say You Won't     | Ressu Redford     | 23     | 11%     | 4de    |

## In Kopenhagen
Op het Eurovisiesongfestival zelf trad Finland als 13de van 24 deelnemers aan, na Zweden en voor Denemarken. Aan het einde van de puntentelling stond Finland op een 20ste plaats met 24 punten.
Hierdoor mochten ze niet deelnemen aan het Eurovisiesongfestival 2003.
België had geen punten over voor deze inzending en Nederland deed niet mee in 2002.

### Gekregen punten
| 12 punten | 10 punten | 8 punten                             | 7 punten | 6 punten          |
| --------- | --------- | ------------------------------------ | -------- | ----------------- |
|           | - Zweden  |                                      |          |                   |
| 5 punten  | 4 punten  | 3 punten                             | 2 punten | 1 punt            |
| - Estland |           | - Bosnië en Herzegovina - Denemarken | - Cyprus | - Noord-Macedonië |

### Punten gegeven door Finland
| 12 punten | Frankrijk           |
| 10 punten | Estland             |
| 8 punten  | Verenigd Koninkrijk |
| 7 punten  | Zweden              |
| 6 punten  | Letland             |
| 5 punten  | Israël              |
| 4 punten  | Cyprus              |
| 3 punten  | Rusland             |
| 2 punten  | Malta               |
| 1 punt    | Noord-Macedonië     |

1961 · 1962 · 1963 · 1964 · 1965 · 1966 · 1967 · 1968 · 1969 · 1970 · 1971 · 1972 · 1973 · 1974 · 1975 · 1976 · 1977 · 1978 · 1979 · 1980 · 1981 · 1982 · 1983 · 1984 · 1985 · 1986 · 1987 · 1988 · 1989 · 1990 · 1991 · 1992 · 1993 · 1994 · 1995 · 1996 · 1997 · 1998 · 1999 · 2000 · 2001 · 2002 · 2003 · 2004 · 2005 · 2006 · 2007 · 2008 · 2009 · 2010 · 2011 · 2012 · 2013 · 2014 · 2015 · 2016 · 2017 · 2018 · 2019 · 2020 · 2021 · 2022 · 2023 · 2024 · 2025